# Клапа
Клапа — форма традиционного акапельного пения в Далмации (Хорватия). В 2012 году клапа был внесён в список ЮНЕСКО (нематериального культурного наследия человечества).
Слово Клапа переводится как «группа друзей» и уходит своими корнями в прибрежное церковное пение. Традиционное клапское пение связано с церковной обрядовостью и повседневной жизнью простых людей, характеризует спонтанное общение людей с помощью хорового пения. Обычно в праздничной обстановке выступает группа мужчин.
Основные темы песен клапы — празднование, любовь, вино (виноград), страна (родины) и море. Основные элементы этого направления — гармония и мелодичность, ритм редко является очень важным. В зависимости от ситуации песня может быть веселой и воодушевляющей либо грустной и загадочной.
Фестивали клапа проводятся и по сей день самый знаменитый из них — «Далматинские Клапа» в Омише. Одна из самых успешных групп в последнее время Klapa Šufit, которая становилась главным лауреатом фестиваля три года подряд (2006—2008 годы).
Если посмотреть со стороны музыкальной науки, клапское пение относится к категории "a capella". Клапское пение легко узнать по мелодичности голосов, гармонической конструкции и текстовому содержанию.